# Mérida Open 2023
Mérida Open Akron 2023 a fost un turneu de tenis feminin care s-a jucat pe terenuri dure în aer liber. A fost prima ediție a Mérida Open și a făcut parte din Circuitul WTA 2023. A avut loc la Yucatán Country Club din Mérida, Mexic, în perioada 20–26 februarie 2023.

## Campioni

### Simplu
Pentru mai multe informații consultați Mérida Open 2023 – Simplu

### Dublu
Pentru mai multe informații consultați Mérida Open 2023 – Dublu

## Puncte și premii în bani

### Distribuția punctelor
| Probă  | C   | F   | SF  | QF | R16 | R32 | Q   | Q2  | Q1  |
| Simplu | 280 | 180 | 110 | 60 | 30  | 1   | 18  | 12  | 1   |
| Dublu  | 280 | 180 | 110 | 60 | 1   | N/A | N/A | N/A | N/A |